# Dominique Malonga
Pour les articles homonymes, voir Malonga.
Dominique Sossorobla Malonga est un footballeur international congolais, né le 8 janvier 1989 à Châtenay-Malabry. Il joue au poste d'attaquant au KPV.

## Biographie
Dominique Malonga a été formé à l'AS Monaco mais n'y a jamais évolué en équipe première. En 2007, il quitte le club pour le Torino FC. Auteur de bonnes prestations, il enchaîne cependant les blessures qui compromettent son évolution au sein de l'équipe .
Début février 2009, il est prêté à l'US Foggia en Serie C1 jusqu'à la fin de la saison.
Il est de nouveau prêté lors de la saison 2009-2010, cette fois ci à un club de Série B, l'AC Cesena. En juin 2010, le club de l'AC Cesena lève son option d'achat et Dominique Malonga découvre donc la Serie A lors de la saison 2010-2011.
Fin août 2012, il est prêté à Vicence.
Le 2 septembre 2013, il est prêté pour une saison au club espagnol du Real Murcie.
Le 27 janvier 2016, il rejoint Pro Vercelli.
Il connait sa première sélection lors du dernier match qualificatif pour la Coupe d'Afrique des nations 2015 contre le Soudan.
Le 28 août 2017, il signe au Servette Football Club de Genève pour une année.